# Heidi Tagliaviniová
Heidi Tagliaviniová (nepřechýleně Tagliavini, * 1950, Basilej, Švýcarsko) je švýcarská diplomatka. Často se účastní misí mezinárodní pomoci a mírových misí. Vedla například tým EU vyšetřující příčiny války v Jižní Osetii v roce 2008. Za OBSE vyjednávala v otázkách války na Ukrajině.